# アントニオ・カノーヴァ

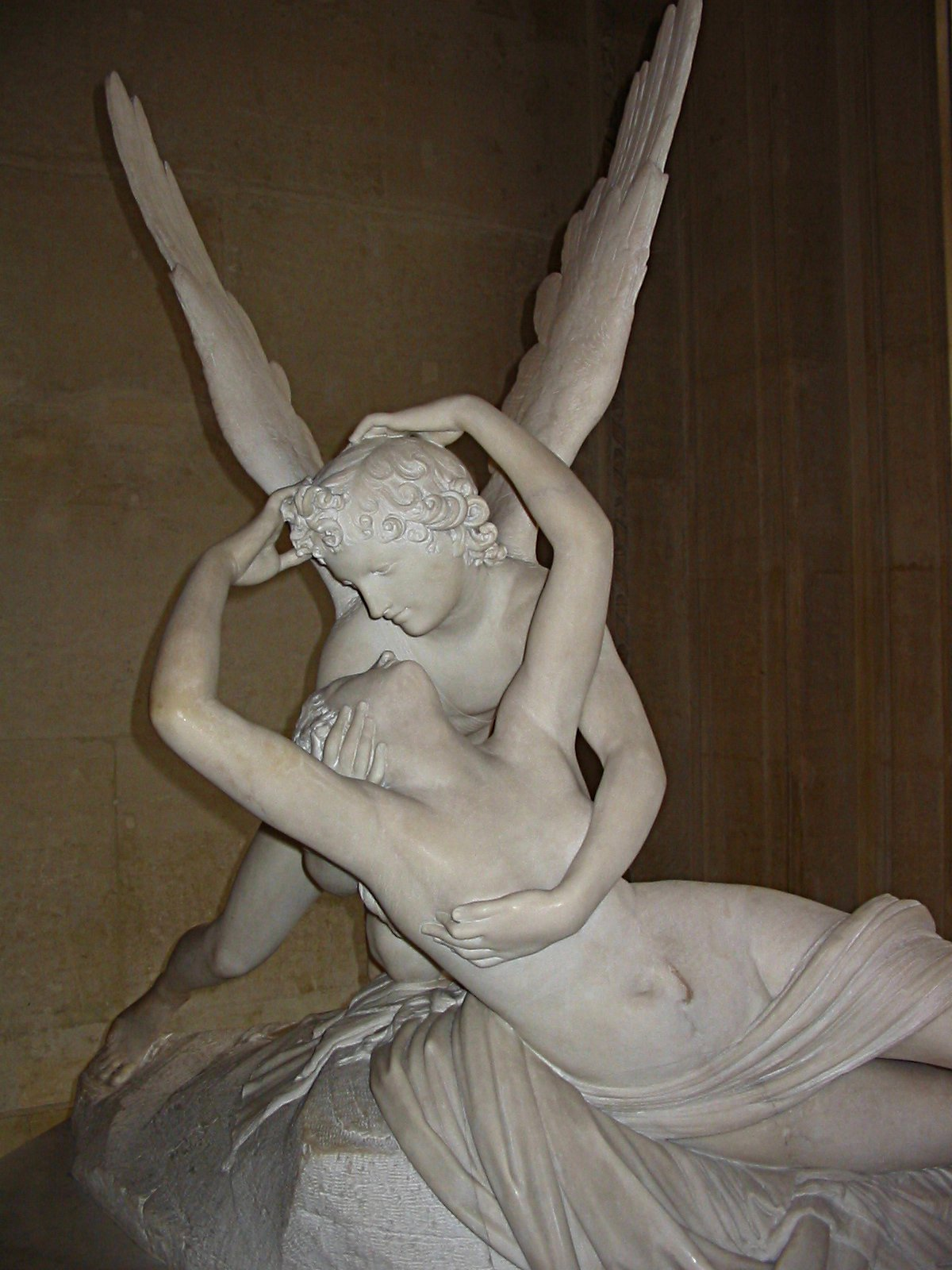
カノーヴァ作『アムールとプシュケ（エロスの接吻で目覚めるプシュケ）』。ルーヴル美術館所蔵。

アントニオ・カノーヴァ（Antonio Canova, 1757年11月1日 - 1822年10月13日）は、イタリアの彫刻家。裸体を表現した大理石像が有名で、過剰に演劇的になり過ぎたバロック美術から、古典主義の洗練さに回帰する、新古典主義の代表である。アントニオ・カノヴァとも表記される。

## 経歴

### 幼少時から修業時代

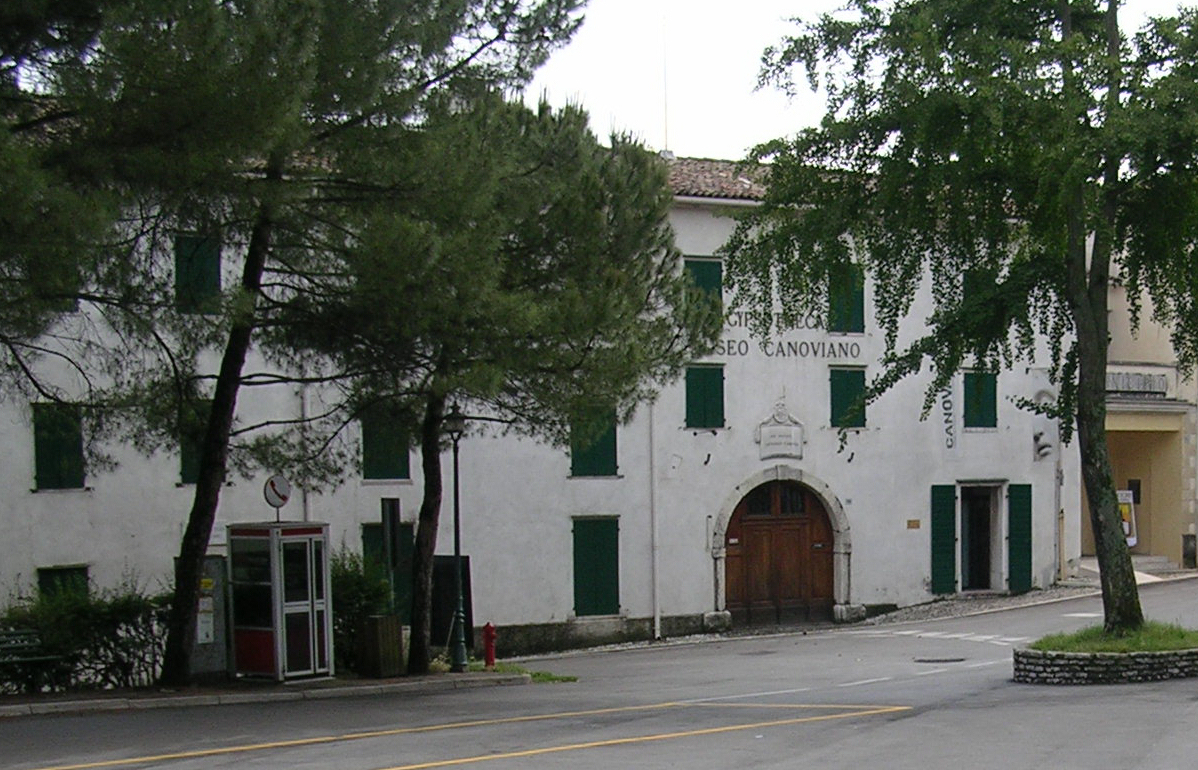
アーゾロ近郊ポッサーニョ村のカノーヴァ美術館。

アントニオ・カノーヴァはヴェネト州のポッサーニョに生まれた。

父親も祖父も石工および無名の彫像家で、ポッサーニョには同業者たちと住んでいた。3歳の時、父親が亡くなり、母親も再婚先に嫁ぐことになって、カノーヴァは祖父母の手で育てられることになった。

祖父のパジィーノは、スケッチと建築の心得もいくらかあって、デザインも上手く、装飾的な作品を作らせるとかなりの出来だった。祖父は孫に家名だけでなく、家業も継いでもらうつもりでいた。それでカノーヴァが鉛筆を握れるようになるとすぐ、祖父はスケッチの手ほどきをした。幼い頃のカノーヴァは美術の勉強に明け暮れたが、特に彫刻に関心を示し、もっぱらその勉強に時間を割いた。その結果、その技術は著しく向上し、まもなく、祖父の仕事を手伝うまでになった。
祖父のパトロンの中に、ファリエ家というヴェネツィアの貴族がいて、少年だったカノーヴァを、ヴェネツィアの上院議員だったジョヴァンニ・ファリエに引き合わせた。ファリエ議員はカノーヴァの面倒を見ることにした。カノーヴァはそれに感謝して、バターでライオン像を作った——とは、伝記作家たちが繰り返し語る逸話だが、真偽のほどは不明である。事実なのは、ファリエがその後カノーヴァの最も熱心なパトロンになったことで、その子ジュゼッペもまたカノーヴァの生涯の友となった。ファリエはカノーヴァを彫刻家のジュゼッペ・ベルナルディ・トレッツィのところに預けることにした。トレッツィは当時、ファリエ議員のアーゾロの別荘の近くのPagnano村に住んでいた、トレッツィの下で、カノーヴァは相当腕を磨いたものと思われる。カノーヴァが13歳の時、ヴェネツィアに帰省していたトレッツィが亡くなった。トレッツィは死ぬ前にファリエに教え子のことを頼んでいて、ファリエはカノーヴァをヴェネツィアに呼び寄せ、トレッツィの甥のところに預けた。
1年間、トレッツィの甥の指導を受けた後、カノーヴァは独立し、ファリエの依頼で『オルフェウスとエウリュディケー』の制作をはじめた。2つの像で1組の作品で、最初にできたのは、ハデスの元から去ろうとしている、炎と煙に包まれたエウリュディケーの像だった。完成したのはカノーヴァ16歳の時だった。それはファリエとその友人たちから高く評価された。その時、カノーヴァはこの作品はいずれ世に出すべきだと考えた。
修道院の好意で、空き室を仕事場として借りることができた。そこでカノーヴァはこつこつと勉強した。学校にも通い、そこでいくつかの賞を貰った。しかし、カノーヴァが学校の勉強以上に頼りにしたものは、自然の研究であり模倣であった。カノーヴァは人生の大部分を解剖学の研究に捧げるが、それは解剖学こそ芸術の秘密であると考えていたからである。カノーヴァは劇場にも足繁く通い、出演者の表情や身振りを注意深く観察した。夜はいっさいデザインをせず、目を開けたままでいることに決め、それは数年間、忠実に守られた。どんなものでも、彫刻の技術の向上につながりそうなものなら、貪欲に吸収した。考古学、歴史、さらにイタリア語以外のヨーロッパの言語も学びはじめた。
3年間、カノーヴァは彫刻を1つも作らなかった。しかし、1776年、『オルフェウスとエウリュディケ』を完成させるため、再びノミを握った。そうして作られたオルフェウスは、カノーヴァの大きな進歩を示していた。もちろん作品は拍手喝采で迎えられた。『ダイダロスとイカロス』（1779年）も好評だった。この作品はカノーヴァの修業時代の作品でも最も有名な作品と言われている。何より評価されたのは、そのスタイルの簡潔さと自然の忠実な模倣であった。カノーヴァの優秀さと評判はその時広く世間に認められた。カノーヴァはいつかアドリア海の岸辺（ヴェネツィア）からテヴェレ川の岸辺（ローマ）へ行きたいと考えるようになった。そして、24歳になった時、カノーヴァはついに旅立つことになった。

### ローマでの業績

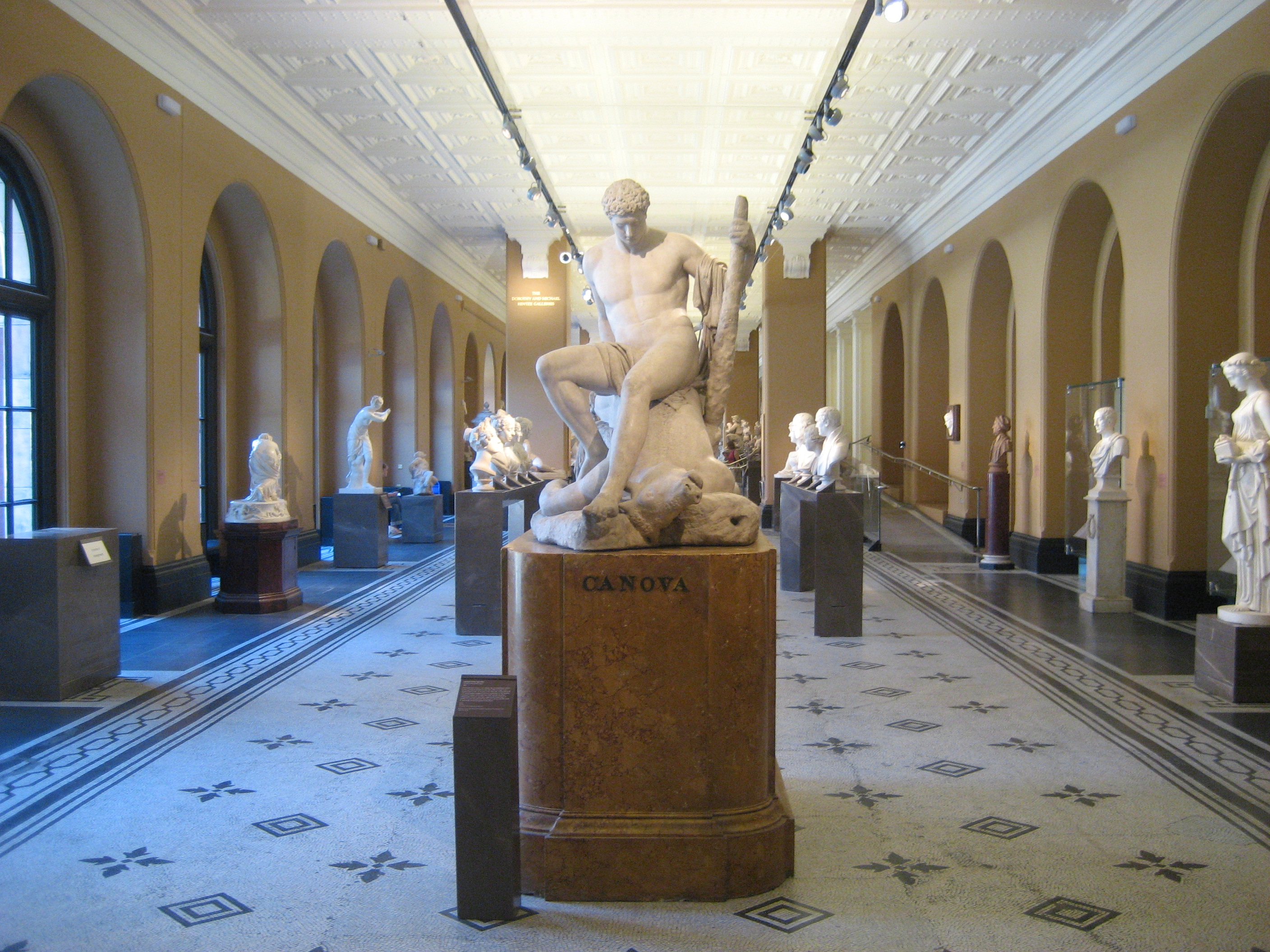
カノーヴァ作『テセウスとミノタウロス』。ロンドン、ヴィクトリア&アルバート美術館所蔵。

ローマに出発する前に、カノーヴァが生活に困らず勉強できるよう、友人たちがヴェネツィア議会に奨学金を申請してくれた。この申請は認められ、カノーヴァは3年の期限で、300ダカット（金貨）の奨学金を得ることができた。また、ヴェネツィア大使で、芸術に詳しく、寛大な保護者であったジローラモ・ツリアンへの紹介状も貰うという、これ以上はない手厚い扱いを受けた。
カノーヴァがローマに到着した1780年12月28日は、カノーヴァの新時代の始まりの日であった。カノーヴァにとって、ローマは、古代ローマの遺跡の勉強をすることで自分自身を完成に向かわせ、また、そこに住む美の巨匠たちと競争することで自分の才能を試すことができる、願ってもない都市だった。カノーヴァにとっても友人たちにとっても、その結果を出すことが最高の希望だった。そのローマにカノーヴァの名を知らしめた最初の作品は、現在ロンドンのヴィクトリア&アルバート美術館にある『テセウスとミノタウロス』（1781年 - 1783年）だった。等身大よりやや大きめの作品で、ミノタウロスの死骸の上に、勝利したテセウスが腰掛けている姿が描写されていた。テセウスの全身の隅々までありありと見える疲労困憊ぶりは、恐るべき死闘の激しさを見事に物語っていた。その簡潔さと自然主義的な表現は、カノーヴァのスタイルを特徴づけていて、勇壮さと自然の高尚な概念がこの時結合されたのであった。テセウス像は熱烈な賞賛を浴びた。

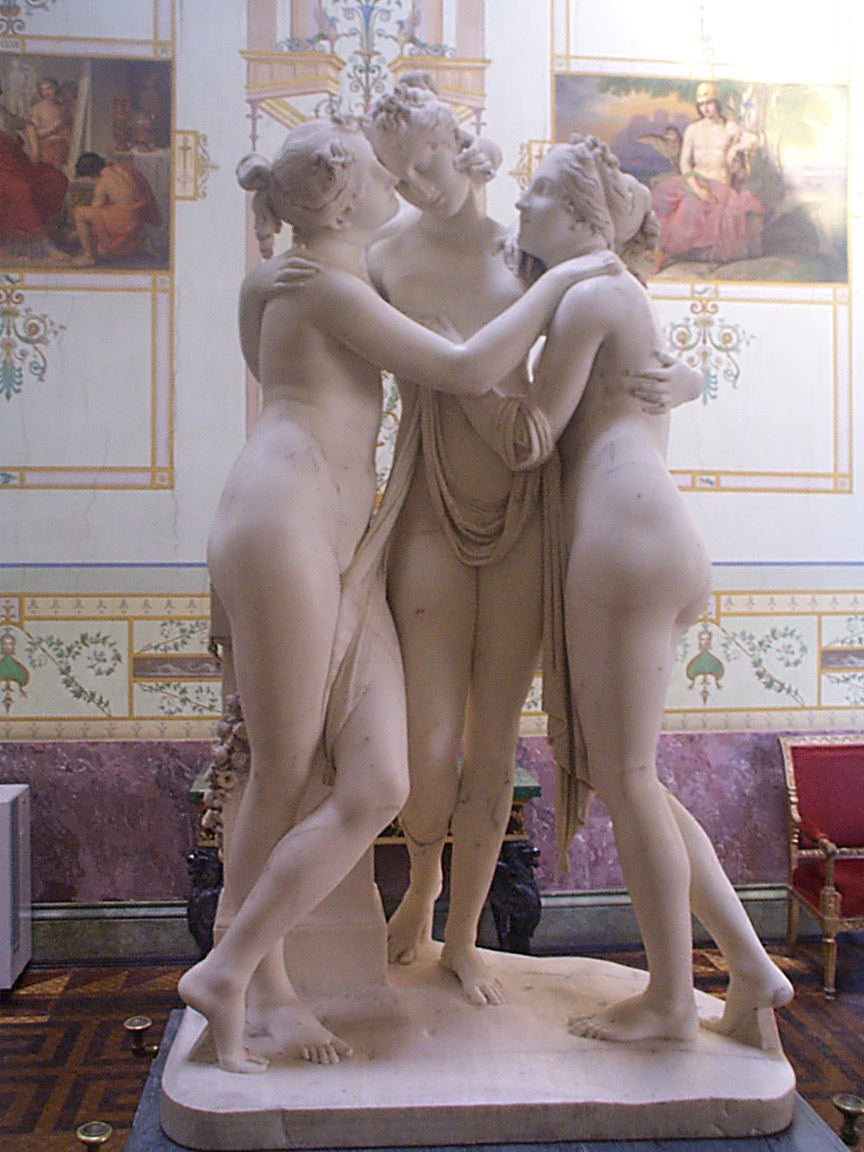
カノーヴァ作『三美神』。サンクトペテルブルク、エルミタージュ美術館所蔵。

カノーヴァの次の作品は、ローマ教皇クレメンス14世の記念碑だった。その仕事に取りかかる前に、カノーヴァはヴェネツィア議会の許可を得なければいけないと考えた。奨学金を貰っている限り、彼は教皇ではなく、ヴェネツィア議会に仕えていたからだ。カノーヴァはヴェネツィアに戻り、直接議会に嘆願し、無事それは許可された。カノーヴァはすぐさまローマに引き返すと、バブイーノ通りの近くに工房を開いた。最初の2年はひたすらデザインの整理とモデルの構図に費やし、さらに2年をかけて、1787年、ようやく教皇の記念碑は完成した。熱狂的な「ディレッタント」(英,伊:dilettante、好事家。学者や専門家よりも気楽に素人として興味を持つ者)の意見では、この記念碑はカノーヴァが現代最初の芸術家である刻印だとされている。
5年間休みなく働いた後、カノーヴァはさらにローマ教皇クレメンス13世のための慰霊碑も完成させ（1787年 - 1792年）、それはカノーヴァの名声をさらに高めることになった。カノーヴァのノミから立て続けに作品が作られた。そうした中に、

代表作『アムールとプシュケ（エロスの接吻で目覚めるプシュケ）』（1787年 - 1793年）も含まれる。カノーヴァの名声はさらに高まり、ロシア宮廷から嬉しい依頼が舞い込んだ。サンクトペテルブルクに来て欲しいというものだった。しかしカノーヴァはこれを辞退した。そのことについて、カノーヴァは友人の手紙にこう書いている。
| 「 | イタリアは私の母国。芸術の国、土壌。私は離れられません。ここで育ったのですから。もし私の乏しい才能が他国で役に立つというのなら、他国もイタリアにとって何か役に立つものであって然るべき。他のどんな国より好まれてると、わざわざイタリアが主張する必要もないですよね？ | 」 |

とはいうものの、カノーヴァの多くの傑作が現在サンクトペテルブルクのエルミタージュ博物館にある。

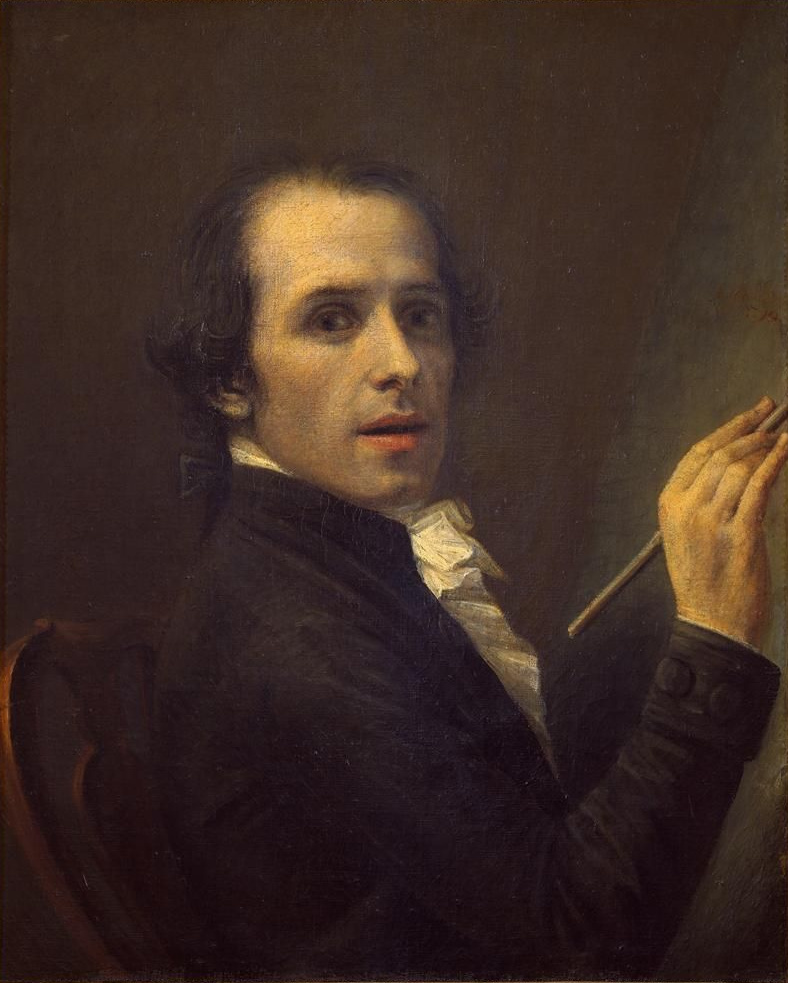
アントニオ・カノーヴァ『自画像』（1792年）。

1795年から1797年にかけて、多くの作品が制作された。その中には、以前の作品の複製もいくつかあった。『ヴィーナスとアドニス』（1795年）もその1つで、この作品はナポリに送られた。ところで、フランス革命の衝撃はイタリアにも波紋を起こしていた。1798年、カノーヴァは、ひっそり静かに暮らしたいと、生まれ故郷のポッサーニョに戻り、約1年間隠棲した。そこでカノーヴァはもっぱら絵を描いた。いくらかは絵の知識があったのだ。政変が一時的に落ち着くと、カノーヴァはローマに戻った。しかし、生活の変化のせいだろうか、健康を害し、友人のレッツォニコ上院議員（Prince Rezzonico）と一緒に、静養のためドイツに旅行することにした。おかげで健康は回復し、旅から戻ると、カノーヴァは再び精力的に作品の制作をはじめた。

### フランスとイギリスへの旅
それからの15年は、カノーヴァの人生を変えるような事件らしい事件は起こらない。かろうじて書くことがあるとすれば、仕事が忙しかったことくらいか。とにかく工房の仕事で頭がいっぱいだった。例外は、パリ旅行、ウィーン旅行、そしてフィレンツェなどイタリアの他の都市にほんのちょっと立ち寄った以外は、ずっとローマにいた。
| 「 | 彫像は、市民として暮らしていた唯一の証拠 | 」 |

とカノーヴァ自身は述べている。
1815年、カノーヴァは教皇からある依頼を受けた。先にナポレオン・ボナパルトによって持ち出された美術作品をパリからイタリアに送還する、その指揮監督である。和解には多くの相反する利益があったので、カノーヴァは相当の熱意と努力とを強いられた。しかし、カノーヴァへの信頼と、それに幸運も手伝って、何とか調停し、任務を達成することができた。
その年の秋、カノーヴァは長い間心に抱いてきたロンドン訪問を実現することができた。カノーヴァは熱烈な歓迎を受けた。ロンドンには、カノーヴァが評価する歴史画家の第一人者ベンジャミン・ヘイドン（Benjamin Haydon）がいた。カノーヴァがハイドンの何を評価していたかというと、古代ギリシアのパルテノン神殿からイギリスに持ち出したエルギン・マーブルを、イギリスの無学な鑑定家たちがその価値を見くびっていたのに、ヘイドンは真っ向から異を唱えたからだった。カノーヴァのイギリスの弟子には、リチャード・ウェストマコット（Richard Westmacott）、ジョン・ギブソン（John Gibson）らがいる。
1816年のはじめに、カノーヴァはローマに戻った。そこでカノーヴァはいくつもの栄誉を授かった。まず、ローマの主要美術協会アカデミア・ディ・サン・ルカの会長になった。そして教皇自らの手によってカノーヴァの名前がthe Golden Volume of the Capitolに刻まれた。さらにイスキア侯爵の爵位と3,000クラウンの年金を受け取った。

### 最後の計画

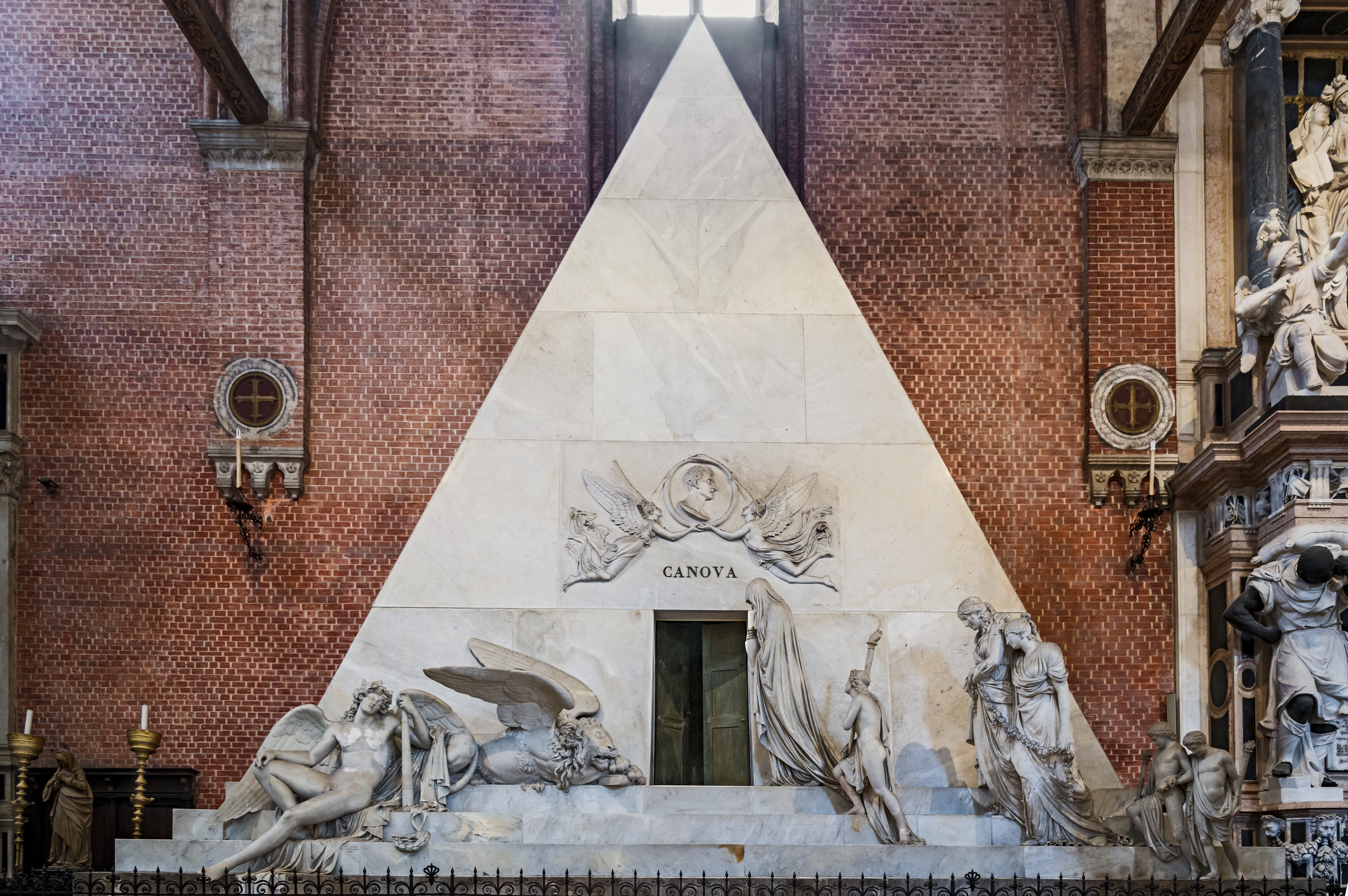
サンタ・マリア・グロリオーザ・デイ・フラーリ聖堂のカノーヴァの記念碑。

カノーヴァは巨大な「宗教」の彫像を構想した。そのひな型はイタリア中で絶賛され、大理石も入手し、後は、カノーヴァのノミがふるわれるのを待つだけだった。しかし、聖職者の反対にあって、この計画は頓挫した。しかし、カノーヴァは諦めず、生まれ故郷のポッサーニョに、その像や他の作品をおさめる神殿を建てることにした。その境内には、設立者、つまりカノーヴァの遺骨も安置するつもりだった。1819年、カノーヴァはポッサーニョに赴いた。まず神殿の礎石を置いた後、カノーヴァはローマに戻った。そして毎年秋になるたびにカノーヴァはポッサーニョを訪れては、職人たちを報酬とメダルとで励まして、建設の陣頭指揮にあたった。
しかし、建設には莫大な経費がかかった。資金が尽きかけたので、カノーヴァは老齢と病気をおして、仕事をしなければならなくなった。この時期（神殿の建設から死ぬまでの間）カノーヴァは数々の代表作を作った。『マルスとヴィーナス』（1815年 - 1822年）、ローマ教皇ピウス6世の巨大な像、『ピエタ』、『聖ヨハネ』、横臥した『マグダラのマリア』、などである。そして、カノーヴァ最後の作品となった、友人シコグナラ伯爵の巨大な胸像も作られた。
1822年5月、カノーヴァはナポリを訪問した。スペイン王フェルナンド7世の騎馬像のためのワックスの型を作るためだった。この旅はカノーヴァの健康をかなり害した。しかし、何とか持ち直し、ローマに戻った。その年の暮れにも、カノーヴァは神殿建設のため、ポッサーニョに行った。しかし、そこで病気がぶり返した。ヴェネツィアまで来て、そこでカノーヴァは息絶えた。65歳だった。カノーヴァの病気は、幼い頃からの彫刻道具を使い続けたことによる、肋骨の窪みのせいだった。1822年10月25日、盛大な葬儀が営まれ、遺体はポッサーニョの神殿に埋葬された。しかし心臓だけは、ヴェネツィアのサンタ・マリア・グロリオーザ・デイ・フラーリ聖堂の大理石のピラミッドの中に収められた。このピラミッドは、元々はティツィアーノ廟のためにカノーヴァ自身がデザインしたものだった。

## 代表作

### 英雄像
|  |  |  |

『ペルセウスとメドゥーサの首』は、カノーヴァがドイツから戻ってすぐに作られたものである（1797年 - 1801年）。ペルセウスが壮絶な戦いの末、蛇の髪の毛を持つメドゥーサの首を掴んだその瞬間が表現されていて、右手に掴んでいる剣は、別個に作られたものである。現在、この作品はバチカン美術館にある。
1802年、ナポレオン・ボナパルトの個人的依頼で、カノーヴァはパリに出向いた。ナポレオンの上半身のモデルを作るためだったが、そこでカノーヴァは寛大なもてなしを受け、さまざまな栄誉も授かった。この巨大な彫像の完成には6年かかった（『ナポレオン』1808年）。ナポレオンが失脚した後は、この像はルイ18世からイギリス政府に、さらに初代ウェリントン公爵アーサー・ウェルズリーの手に渡った（写真は別のナポレオン像）。
他には、『パラメデス』、『Creugas and Damoxenus』、『テセウスとケンタウロスの戦い』、『ヘラクレスとリカス』、『ヘクトルとエイジャックス』、アメリカ大統領ジョージ・ワシントンの彫像（ノースカロライナ州の委嘱でノースカロライナ州議会議事堂に展示してある）、フェルナンド7世の彫像などがある。『ヘラクレスとリカス』はカノーヴァの心の中にある、もっとも残酷な部分を表現したものだと言われている。確かに、その特異なスタイルは他の追随を許さない。

### 女性像
|  |  |  |

カノーヴァの優雅な作品では、まず『ヘーベー』像が挙げられる。このジャンルの最初の作品であるだけでなく、カノーヴァはこの青春の女神ヘーベーを4体も作っている（完成年だけ記すと、1799年、1805年、1812年、1816年）。それぞれに変化をつけているが、最も改良の後が見えるのは、簡素化である。どの像も、細かいディテール、表現、ポーズ、決めのポーズの繊細さの中に、印象的な気品を持っている。最後に作られた『ヘーベー』は、イタリアのフォルリの美術館（ピナコテカ）にある。
『踊るニンフたち』は、『ヘーベー』や『三美神』と似た性格の作品である。『ヴィーナス』はそれらより高貴で、『ナイアード』は並外れた美しさを持っている。1810年のパリ旅行では、ナポレオンの母、妻マリ・ルイーズ（『Concord』）をモデルにした。他にも、エステルハージ家令嬢（Leopoldine Esterhazy）、ナポレオンの妹エリザ・ボナパルト（『ポリュヒュムニアー』）の像もある。それ以外にも、『コリーナ』、『サッフォー』、『ラウラ』、『ベアトリーチェ』、『トロイのヘレン』といった女性像がある。

### 記念碑・墓碑

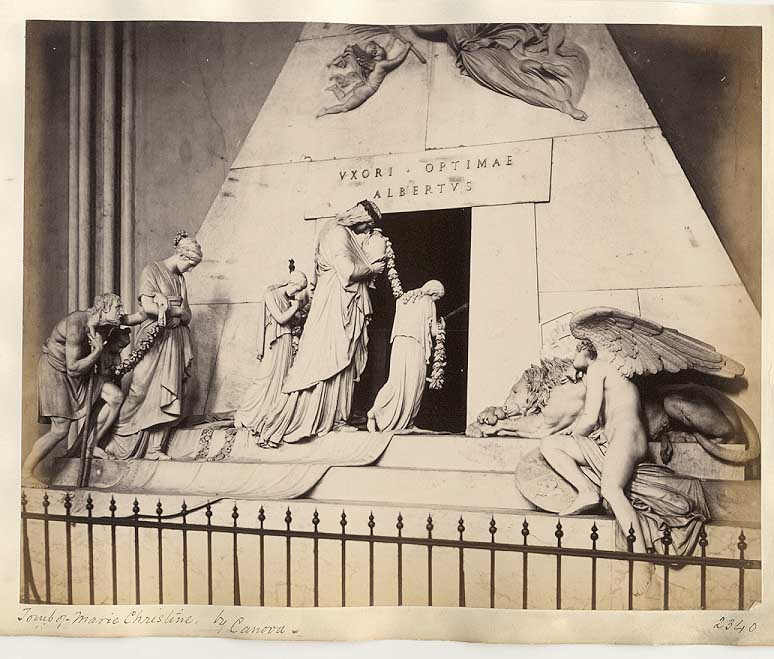
マリア・クリスティナ王妃の記念碑

カノーヴァの作った記念碑・墓碑の中で、最も壮麗な作品というと、19体の彫像から成る、スペイン王妃マリア・クリスティナの記念碑（1798年 - 1805年）だろう。他には、前述した2人のローマ教皇の記念碑、ヴィットーリオ・アルフィエーリの記念碑（1806年 - 1810年）、ヴェネツィア海軍提督アンジェロ・エモの記念碑、さらにホレーショ・ネルソンの慰霊碑のための小さな模型や、さまざまな記念碑用のレリーフがある。